# 小茂田郵便局
小茂田郵便局（こもだゆうびんきょく）は長崎県対馬市厳原町小茂田にある郵便局。民営化前の分類では集配普通郵便局であった。

## 概要
住所：〒817-0299 長崎県対馬市厳原町小茂田713-119

### 併設施設
民営化直前の集配業務再編において、多くの集配普通郵便局は統括センターとなったが、当局は配達センターとされたため、民営化後も郵便事業株式会社の支店は併設されず、郵便事業新福岡支店小茂田集配センターとなっていた。
2012年（平成24年）10月1日に、それぞれの運営会社だった郵便事業株式会社と郵便局株式会社の統合によって日本郵便株式会社が発足したことに伴い、それぞれの店舗も統合された。

## 沿革

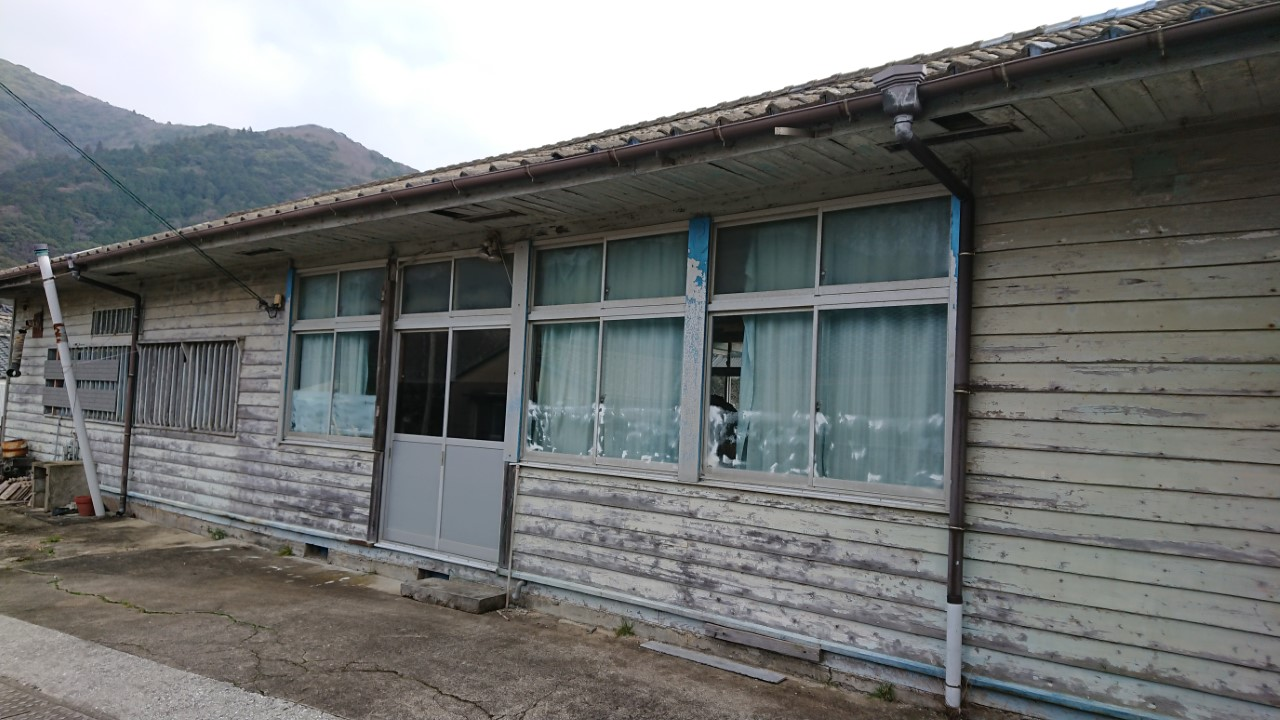
旧局舎（現局舎のそばにある）

- 1887年（明治20年）12月1日 - 下県郡小茂田村に「小茂田郵便局」（三等郵便局）として開局。郵便業務を開始[1][2]。
- 1893年（明治25年）7月1日 - 貯金業務を開始[2]。
- 1809年（明治32年）9月16日 - 為替業務を開始[2]。
- 1900年（明治33年）- 小包業務を開始。
- 1907年（明治40年）- 電信業務を開始。
- 1926年（大正15年）- 簡易保険業務を開始。
- 2007年（平成19年）10月1日 - 民営化に伴い、併設された郵便事業新福岡支店小茂田集配センターに一部業務を移管。
- 2012年（平成24年）10月1日 - 日本郵便株式会社発足に伴い、郵便事業新福岡支店小茂田集配センターを小茂田郵便局に統合。

## 取扱内容
- 郵便、印紙、ゆうパック、内容証明
- 貯金、為替、振替、振込、国債
- 生命保険、バイク自賠責保険
- ゆうちょ銀行ATM
- 対馬市内の一部地域の集配業務

## 周辺
- 小茂田浜神社
- 対馬市役所佐須窓口センター
  - 対馬市佐須体育館
- 対馬市立佐須中学校
- 対馬市立金田小学校
- JA対馬佐須事業所

## アクセス
- 自動車

厳原中心部からは、「桟原」交差点（対馬市立厳原中学校前）から長崎県道44号桟原小茂田線（佐須坂トンネルを経由）を通り、終点「小茂田」（長崎県道24号厳原豆酘美津島線との交点）付近。所要時間は約25分。
- 駐車場あり：3台
- 対馬市営バス 「小茂田」停留所下車　（厳原中心部からの路線はなく、同町阿連（あれ）と小茂田間を結ぶ路線のみ。厳原からは乗合タクシー利用。）
- 対馬市乗合タクシー　椎根・厳原線、「小茂田」下車。